# فرنسوا وييرجونس
فرنسوا وييرجونس ولد في 2 أغسطس 1941 بإيتربيك (إقليم بروكسل العاصمة) في بلجيكا. وهو كاتب ومخرج أفلام بلجيكي. حصل على جائزة رينودو الأدبية عام 1992، وجائزة غونكور عام 2005. وهو عضو في أكاديمية اللغة الفرنسية.

## روابط خارجية
- فرنسوا وييرجونس على موقع IMDb (الإنجليزية)
- فرنسوا وييرجونس على موقع مونزينجر (الألمانية)
- فرنسوا وييرجونس على موقع ألو سيني (الفرنسية)
- فرنسوا وييرجونس على موقع أول موفي (الإنجليزية)
- فرنسوا وييرجونس على موقع قاعدة بيانات الأفلام السويدية (السويدية)
- فرنسوا وييرجونس على موقع قاعدة بيانات الفيلم (الإنجليزية)
- فرنسوا وييرجونس على موقع كينوبويسك (الروسية)